# Collomia
Collomia là một chi thực vật có hoa trong họ Polemoniaceae.

## Loài
Chi Collomia gồm các loài: